# Parlamentswahl in St. Vincent und den Grenadinen 2001

Wahlergebnisse in St. Vincent und den Grenadinen 2001 nach Wahlkreis

Die Parlamentswahl in St. Vincent und den Grenadinen 2001 (General elections) wurde am 28. März 2001 im karibischen Inselstaat St. Vincent und den Grenadinen abgehalten. Die Unity Labour Party (ULP), welche in den Wahlen 1998 die meisten Stimmen errungen, aber trotzdem gegen die New Democratic Party (NDP) verloren hatte, errang dieses Mal einen Erdrutschsieg mit 12 der 15 Mandate. Damit endeten siebzehn Jahre der NDP-Regierung. Die NDP behielt nur drei von vorher acht Sitzen, inklusive der zwei Wahlkreise, welche seit 1966 in jeder Wahl für den früheren Parteiführer Sir James Fitz-Allen Mitchell gestimmt hatten.
Die ULP gewann jede weitere Wahl und Gonsalves wurde 2017 zum Regierungschef mit der längsten Amtszeit, als er den vorhergehenden Rekordhalter James Mitchell überholte, welcher 16 Jahre und 2 Monate im Amt gewesen war.

## Ergebnisse
|                                   |                                   |         |       |       |     |     |  |  |  |
| Partei                            | Partei                            | Stimmen | %     | Sitze | +/- |     |  |  |  |
|                                   | Unity Labour Party                | 32.925  |       | 56,49 | 12  | ▲ 5 |  |  |  |
|                                   | New Democratic Party (NDP)        | 23.844  |       | 40,91 | 3   | ▼ 5 |  |  |  |
|                                   | People’s Progressive Movement     | 1.515   |       | 2,60  |     |     |  |  |  |
|                                   |                                   |         |       |       |     |     |  |  |  |
| Gültige Stimmen                   | Gültige Stimmen                   | 58.284  | 99,63 |       |     |     |  |  |  |
| Ungültige Stimmen                 | Ungültige Stimmen                 | 214     | 0,37  |       |     |     |  |  |  |
| Gesamt                            | Gesamt                            | 58.498  | 100   |       | 15  |     |  |  |  |
| Nichtwähler                       | Nichtwähler                       | 26.038  | 30,80 |       |     |     |  |  |  |
| Wahlberechtigte / Wahlbeteiligung | Wahlberechtigte / Wahlbeteiligung | 84.536  | 69,20 |       |     |     |  |  |  |